# 開城-汶山戰役
開城-汶山戰役，是朝鮮戰爭開始後，朝鮮人民軍越過38線全面南侵而發起的戰役，結果是大韓民國的開城和汶山落入朝鮮人民軍手中。

## 背景
由於大韓民國國軍的整編，其第1步兵師的訓練質素比其他師極低。第11團和第12團才開始營級規模的訓練﹔只有第13團的2個營去到訓練的最後階段，1個營被送去野外訓練。
另外，57%士兵在6月24日才給予休假，在此情況下，只有800名士兵的第12團必須守衛長達80公里的前線，而且，重武器和車輛被送到後方重組，師長白善燁上校自6月14日起就缺席現場訓練。